# Чудіново
Чуді́ново (рос. Чудиново) — село у складі Орловського району Кіровської області, Росія. Входить до складу Орловського сільського поселення.
Населення становить 349 осіб (2010, 395 у 2002).
Національний склад станом на 2002 рік — росіяни 96 %.